# Llista de topònims de Sanaüja
Llista de topònims (noms propis de lloc) del municipi de Sanaüja, a la Segarra
Informació actualitzada per un bot. Els canvis manuals es perdran quan s'actualitzi!

## cabana
| imatge | Nom                   | Ubicat a | instància de | Detalls                     | coordenades                                                                  | Protecció | Commons (més fotos) | Dades a WD                    |
| ------ | --------------------- | -------- | ------------ | --------------------------- | ---------------------------------------------------------------------------- | --------- | ------------------- | ----------------------------- |
|        | Cabana Baldomero      | Sanaüja  | cabana       | Estat: ruïnós               | 41° 52′ 09″ N, 1° 18′ 17″ E / 41.8690710053785°N,1.30464498426883°E 410 msnm |           |                     | Modifica les dades a Wikidata |
|        | Cobert Salva          | Sanaüja  | cabana       |                             | 41° 51′ 52″ N, 1° 17′ 25″ E / 41.8643361640973°N,1.29023952673224°E 396 msnm |           |                     | Modifica les dades a Wikidata |
|        | Torre Bursada         | Sanaüja  | cabana       | Estat: parcialment destruït | 41° 52′ 09″ N, 1° 18′ 44″ E / 41.8692468837008°N,1.31230382135008°E 421 msnm |           |                     | Modifica les dades a Wikidata |
|        | barraca de l'Ermengol | Sanaüja  | cabana       |                             | 41° 53′ 08″ N, 1° 20′ 07″ E / 41.8856674314211°N,1.33525366635853°E 505 msnm |           |                     | Modifica les dades a Wikidata |
|        | cabana del Garceta    | Sanaüja  | cabana       |                             | 41° 52′ 53″ N, 1° 17′ 55″ E / 41.8814559164309°N,1.29862910805248°E 500 msnm |           |                     | Modifica les dades a Wikidata |
|        | cabana del Malagana   | Sanaüja  | cabana       | Estat: parcialment destruït | 41° 52′ 50″ N, 1° 18′ 19″ E / 41.8806635149745°N,1.30533879825086°E 463 msnm |           |                     | Modifica les dades a Wikidata |

## casa
| imatge | Nom                   | Ubicat a | instància de | Detalls                                                  | coordenades                                                                                         | Protecció                                  | Commons (més fotos)      | Dades a WD                    |
| ------ | --------------------- | -------- | ------------ | -------------------------------------------------------- | --------------------------------------------------------------------------------------------------- | ------------------------------------------ | ------------------------ | ----------------------------- |
|        | Ca l'Alet             | Sanaüja  | casa         | Estil: arquitectura popular 18th century                 | 41° 52′ 36″ N, 1° 18′ 38″ E / 41.8767°N,1.3106°E ca:Pl. Major, 17 409 msnm                          | bé integrant del patrimoni cultural català | Ca l'Alet (Sanaüja)      | Modifica les dades a Wikidata |
|        | Ca l'Enric            | Sanaüja  | casa         | Estil: arquitectura barroca 16th century                 | 41° 52′ 36″ N, 1° 18′ 39″ E / 41.87654°N,1.31083°E ca:Pl. Major, 14 409 msnm                        | bé integrant del patrimoni cultural català | Ca l'Enric (Sanaüja)     | Modifica les dades a Wikidata |
|        | Cal Bancaler          | Sanaüja  | casa         | Estil: noucentisme 20th century                          | 41° 52′ 35″ N, 1° 18′ 32″ E / 41.8765°N,1.30896°E ca:C. Escots, 32 410 msnm                         | bé integrant del patrimoni cultural català | Cal Bancaler (Sanaüja)   | Modifica les dades a Wikidata |
|        | Cal Bosch             | Sanaüja  | casa         | Estil: arquitectura barroca 18th century                 | 41° 52′ 31″ N, 1° 18′ 40″ E / 41.8752°N,1.31105°E ca:C. Major, 11 406 msnm                          | bé integrant del patrimoni cultural català | Cal Bosch (Sanaüja)      | Modifica les dades a Wikidata |
|        | Cal Carnisser         | Sanaüja  | casa         | Estil: arquitectura popular 16th century                 | 41° 52′ 33″ N, 1° 18′ 39″ E / 41.8757°N,1.31077°E ca:C. Major, 10 408 msnm                          | bé integrant del patrimoni cultural català | Cal Carnisser (Sanaüja)  | Modifica les dades a Wikidata |
|        | Cal Caus              | Sanaüja  | casa         | Estil: arquitectura popular 19th century                 | 41° 52′ 38″ N, 1° 18′ 42″ E / 41.8772°N,1.31155°E ca:C. Morè, 35 411 msnm                           | bé integrant del patrimoni cultural català | Cal Caus (Sanaüja)       | Modifica les dades a Wikidata |
|        | Cal Caus Petit        | Sanaüja  | casa         | Estil: arquitectura popular 20th century                 | 41° 52′ 38″ N, 1° 18′ 42″ E / 41.8772°N,1.31165°E ca:C. Morè, 22 411 msnm                           | bé integrant del patrimoni cultural català | Cal Caus Petit (Sanaüja) | Modifica les dades a Wikidata |
|        | Cal Cortada           | Sanaüja  | casa         | Estil: arquitectura eclèctica 19th century               | 41° 52′ 31″ N, 1° 18′ 37″ E / 41.8752°N,1.31022°E ca:Carrer Bassal, 44 / Carrer dels Valls 407 msnm | bé integrant del patrimoni cultural català | Cal Cortada (Sanaüja)    | Modifica les dades a Wikidata |
|        | Cal Garriga           | Sanaüja  | casa         | Estil: arquitectura popular 18th century                 | 41° 52′ 34″ N, 1° 18′ 36″ E / 41.8762°N,1.30998°E ca:C. Bassal, 11 411 msnm                         | bé integrant del patrimoni cultural català | Cal Garriga (Sanaüja)    | Modifica les dades a Wikidata |
|        | Cal Garseta           | Sanaüja  | casa         | Estil: historicisme arquitectònic 19th century           | 41° 52′ 33″ N, 1° 18′ 35″ E / 41.8759°N,1.30986°E ca:C. Bassal, 12-14 411 msnm                      | bé integrant del patrimoni cultural català | Cal Garseta (Sanaüja)    | Modifica les dades a Wikidata |
|        | Cal Masdeuró          | Sanaüja  | casa         | Estil: arquitectura barroca Estat: enderrocat o destruït | 41° 52′ 33″ N, 1° 18′ 39″ E / 41.8757°N,1.31088°E ca:C. Major, 3 408 msnm                           | bé integrant del patrimoni cultural català | Cal Masdeuró (Sanaüja)   | Modifica les dades a Wikidata |
|        | Cal Mateu             | Sanaüja  | casa         | Estil: arquitectura popular 20th century                 | 41° 52′ 34″ N, 1° 18′ 38″ E / 41.8762°N,1.31067°E ca:Pl. Major, 24 409 msnm                         | bé integrant del patrimoni cultural català | Cal Mateu (Sanaüja)      | Modifica les dades a Wikidata |
|        | Cal Màrtir            | Sanaüja  | casa         | Estil: arquitectura gòtica 14th century                  | 41° 52′ 31″ N, 1° 18′ 36″ E / 41.8753°N,1.30997°E ca:C. Bassal, 28 406 msnm                         | bé integrant del patrimoni cultural català | Cal Màrtir (Sanaüja)     | Modifica les dades a Wikidata |
|        | Cal Nen del Carnisser | Sanaüja  | casa         | Estil: arquitectura popular 14th century                 | 41° 52′ 37″ N, 1° 18′ 41″ E / 41.8769°N,1.31138°E ca:C. Moré, 18 411 msnm                           | bé integrant del patrimoni cultural català | Cal Nen del Carnisser    | Modifica les dades a Wikidata |
|        | Cal Palau             | Sanaüja  | casa         | Estil: arquitectura barroca 16th century                 | 41° 52′ 32″ N, 1° 18′ 39″ E / 41.8756°N,1.31077°E ca:C. Major, 12 407 msnm                          | bé integrant del patrimoni cultural català | Cal Palau (Sanaüja)      | Modifica les dades a Wikidata |
|        | Cal Planes            | Sanaüja  | casa         | Estil: arquitectura popular 16th century                 | 41° 52′ 32″ N, 1° 18′ 39″ E / 41.8755°N,1.31097°E ca:C. Major, 5 407 msnm                           | bé integrant del patrimoni cultural català | Cal Planes (Sanaüja)     | Modifica les dades a Wikidata |
|        | Cal Porta             | Sanaüja  | casa         | Estil: arquitectura eclèctica 19th century               | 41° 52′ 33″ N, 1° 18′ 36″ E / 41.875938°N,1.309976°E ca:C. Bassal, 15 411 msnm                      | bé integrant del patrimoni cultural català | Cal Porta (Sanaüja)      | Modifica les dades a Wikidata |
|        | Cal Pujolà            | Sanaüja  | casa         | Estil: arquitectura barroca 18th century                 | 41° 52′ 35″ N, 1° 18′ 40″ E / 41.8763°N,1.3111°E ca:Pl. Major, 11 409 msnm                          | bé integrant del patrimoni cultural català | Cal Pujolà (Sanaüja)     | Modifica les dades a Wikidata |
|        | Cal Santpare          | Sanaüja  | casa         | Estil: arquitectura barroca 18th century                 | 41° 52′ 34″ N, 1° 18′ 38″ E / 41.8761°N,1.31052°E ca:C. del Forn, 1 410 msnm                        | bé integrant del patrimoni cultural català | Cal Santpare (Sanaüja)   | Modifica les dades a Wikidata |
|        | Cal Segimon           | Sanaüja  | casa         | Estil: arquitectura popular 16th century                 | 41° 52′ 34″ N, 1° 18′ 40″ E / 41.8761°N,1.31104°E ca:Pl. Major, 8 409 msnm                          | bé integrant del patrimoni cultural català | Cal Segimon (Sanaüja)    | Modifica les dades a Wikidata |
|        | Cal Senyoreta         | Sanaüja  | casa         | Estil: arquitectura modernista 20th century              | 41° 52′ 39″ N, 1° 18′ 43″ E / 41.8776°N,1.31208°E ca:Carrer Calvari 415 msnm                        | bé integrant del patrimoni cultural català | Cal Senyoreta            | Modifica les dades a Wikidata |
|        | Cal Torelló           | Sanaüja  | casa         | Estil: arquitectura neoclàssica 18th century             | 41° 52′ 31″ N, 1° 18′ 40″ E / 41.8754°N,1.31104°E ca:C. Major, 7 407 msnm                           | bé integrant del patrimoni cultural català | Cal Torelló (Sanaüja)    | Modifica les dades a Wikidata |

## curs d'aigua
| imatge | Nom                               | Ubicat a                                                            | instància de | Detalls                                                   | coordenades | Protecció | Commons (més fotos) | Dades a WD                    |
| ------ | --------------------------------- | ------------------------------------------------------------------- | ------------ | --------------------------------------------------------- | --- | --------- | ------------------- | ----------------------------- |
|        | Llobregós                         | Segarra Anoia Noguera província de Lleida                           | curs d'aigua | Desemboca: Segre Llarg: 36.7km Conca: 609.7km²            | 41° 47′ 14″ N, 1° 34′ 13″ E / 41.78720111111111°N,1.5703588888888889°E 41° 55′ 05″ N, 1° 10′ 27″ E / 41.91796694444445°N,1.17404°E            |           | Llobregós           | Modifica les dades a Wikidata |
|        | rasa del Pujol (Segarra-Solsonès) | Pinell de Solsonès Sanaüja Torrefeta i Florejacs                    | curs d'aigua | Desemboca: riera de Sanaüja Llarg: 7.15km Conca: 10.77km² | 41° 56′ 40″ N, 1° 18′ 46″ E / 41.944307°N,1.31269°E 41° 53′ 21″ N, 1° 19′ 24″ E / 41.889236°N,1.323295°E                                      |           |                     | Modifica les dades a Wikidata |
|        | riera de Sanaüja                  | Olius Llobera Pinell de Solsonès Biosca Sanaüja Vilanova de l'Aguda | curs d'aigua | Desemboca: Llobregós Llarg: 33.7km Conca: 128.82km²       | 41° 59′ 29″ N, 1° 28′ 17″ E / 41.99145194444444°N,1.4712619444444446°E 41° 52′ 29″ N, 1° 15′ 59″ E / 41.87484194444444°N,1.2664911111111112°E |           | Riera de Sanaüja    | Modifica les dades a Wikidata |
|        | torrent de Farà                   | Biosca Sanaüja                                                      | curs d'aigua | Desemboca: riera de Sanaüja Llarg: 3.6km Conca: 4.11km²   | 41° 52′ 27″ N, 1° 21′ 09″ E / 41.874216°N,1.352525°E 41° 52′ 59″ N, 1° 18′ 57″ E / 41.883111°N,1.315929°E                                     |           |                     | Modifica les dades a Wikidata |

## església
| imatge | Nom                         | Ubicat a          | instància de     | Detalls                                   | coordenades                                                                                        | Protecció                                  | Commons (més fotos)         | Dades a WD                    |
| ------ | --------------------------- | ----------------- | ---------------- | ----------------------------------------- | -------------------------------------------------------------------------------------------------- | ------------------------------------------ | --------------------------- | ----------------------------- |
|        | Santa Magdalena de Sanaüja  | Sanaüja           | església         | Estil: arquitectura romànica 12nd century | 41° 52′ 25″ N, 1° 18′ 34″ E / 41.8737°N,1.30935°E ca:En un extrem del cementiri municipal 402 msnm | bé cultural d'interès local                | Santa Magdalena de Sanaüja  | Modifica les dades a Wikidata |
|        | Santa Maria de Sanaüja      | Sanaüja           | església         | Estil: arquitectura gòtica 16th century   | 41° 52′ 35″ N, 1° 18′ 40″ E / 41.8764°N,1.31099°E ca:Pl. Major 409 msnm                            | bé cultural d'interès nacional             | Santa Maria de Sanaüja      | Modifica les dades a Wikidata |
|        | Santa Maria del Pla         | Sanaüja           | església         | Estil: arquitectura barroca 18th century  | 41° 52′ 13″ N, 1° 18′ 22″ E / 41.8703°N,1.3062°E ca:Davant de la cruïlla de Sanaüja 405 msnm       | bé integrant del patrimoni cultural català | Santa Maria del Pla         | Modifica les dades a Wikidata |
|        | Santa Susanna de la Melgosa | Lloberola Sanaüja | església capella | Estil: arquitectura romànica 12nd century | 41° 52′ 45″ N, 1° 20′ 18″ E / 41.8791°N,1.33832°E 575 msnm                                         | bé integrant del patrimoni cultural català | Santa Susanna de la Melgosa | Modifica les dades a Wikidata |

## font
| imatge | Nom                        | Ubicat a | instància de | Detalls                                        | coordenades                                                                  | Protecció                                  | Commons (més fotos)    | Dades a WD                    |
| ------ | -------------------------- | -------- | ------------ | ---------------------------------------------- | ---------------------------------------------------------------------------- | ------------------------------------------ | ---------------------- | ----------------------------- |
|        | Font pública               | Sanaüja  | font         | Estil: historicisme arquitectònic 19th century | 41° 52′ 35″ N, 1° 18′ 39″ E / 41.8763°N,1.3109°E ca:Pl. Major 409 msnm       | bé integrant del patrimoni cultural català | Font pública (Sanaüja) | Modifica les dades a Wikidata |
|        | font de Biscarri           | Sanaüja  | font         |                                                | 41° 53′ 19″ N, 1° 19′ 21″ E / 41.8885266623616°N,1.32254771893707°E 430 msnm |                                            |                        | Modifica les dades a Wikidata |
|        | font de Ferro              | Sanaüja  | font         |                                                | 41° 52′ 45″ N, 1° 18′ 59″ E / 41.8790623455928°N,1.31649246147363°E 403 msnm |                                            |                        | Modifica les dades a Wikidata |
|        | font de les Torres del Riu | Sanaüja  | font         |                                                | 41° 50′ 48″ N, 1° 17′ 53″ E / 41.8465313182839°N,1.29818184601098°E 405 msnm |                                            |                        | Modifica les dades a Wikidata |
|        | font del Mas d'Auró        | Sanaüja  | font         |                                                | 41° 50′ 36″ N, 1° 18′ 48″ E / 41.8434478799017°N,1.31322304310508°E 440 msnm |                                            |                        | Modifica les dades a Wikidata |

## granja
| imatge | Nom                    | Ubicat a | instància de | Detalls | coordenades                                                                  | Protecció | Commons (més fotos) | Dades a WD                    |
| ------ | ---------------------- | -------- | ------------ | ------- | ---------------------------------------------------------------------------- | --------- | ------------------- | ----------------------------- |
|        | Granges Codina         | Sanaüja  | granja       |         | 41° 52′ 29″ N, 1° 18′ 44″ E / 41.874623949072°N,1.31231898784517°E 410 msnm  |           |                     | Modifica les dades a Wikidata |
|        | Granges Geneí          | Sanaüja  | granja       |         | 41° 53′ 08″ N, 1° 19′ 10″ E / 41.8855981376176°N,1.31937014800662°E 411 msnm |           |                     | Modifica les dades a Wikidata |
|        | Granges Rafael Cinca   | Sanaüja  | granja       |         | 41° 52′ 24″ N, 1° 18′ 29″ E / 41.87346952668°N,1.30792690511178°E 400 msnm   |           |                     | Modifica les dades a Wikidata |
|        | Granges Soler          | Sanaüja  | granja       |         | 41° 52′ 25″ N, 1° 18′ 21″ E / 41.8735454096659°N,1.30574379659943°E 398 msnm |           |                     | Modifica les dades a Wikidata |
|        | Granges Sorribes       | Sanaüja  | granja       |         | 41° 52′ 14″ N, 1° 18′ 24″ E / 41.8705524700558°N,1.3067747834363°E 405 msnm  |           |                     | Modifica les dades a Wikidata |
|        | Granja Martí           | Sanaüja  | granja       |         | 41° 52′ 00″ N, 1° 18′ 26″ E / 41.8667601577584°N,1.30734479387112°E 412 msnm |           |                     | Modifica les dades a Wikidata |
|        | Granja Porta           | Sanaüja  | granja       |         | 41° 52′ 46″ N, 1° 18′ 55″ E / 41.8795596112293°N,1.31539477573568°E          |           |                     | Modifica les dades a Wikidata |
|        | Granja Puvia           | Sanaüja  | granja       |         | 41° 52′ 02″ N, 1° 17′ 21″ E / 41.8672117292671°N,1.28919895961723°E 388 msnm |           |                     | Modifica les dades a Wikidata |
|        | Granja de Mas Pinyol   | Sanaüja  | granja       |         | 41° 51′ 31″ N, 1° 16′ 22″ E / 41.8585915470392°N,1.27288760140174°E 392 msnm |           |                     | Modifica les dades a Wikidata |
|        | Granja de Mas de Nadal | Sanaüja  | granja       |         | 41° 50′ 09″ N, 1° 18′ 10″ E / 41.8359251948044°N,1.30267806381092°E 510 msnm |           |                     | Modifica les dades a Wikidata |

## masia
| imatge | Nom                | Ubicat a | instància de | Detalls       | coordenades                                                                  | Protecció | Commons (més fotos) | Dades a WD                    |
| ------ | ------------------ | -------- | ------------ | ------------- | ---------------------------------------------------------------------------- | --------- | ------------------- | ----------------------------- |
|        | Ca l'Angelet       | Sanaüja  | masia        |               | 41° 53′ 29″ N, 1° 20′ 07″ E / 41.8913677494137°N,1.33520205364364°E 544 msnm |           |                     | Modifica les dades a Wikidata |
|        | Cal Catí           | Sanaüja  | masia        |               | 41° 53′ 23″ N, 1° 18′ 15″ E / 41.8898135215249°N,1.30408443028839°E 532 msnm |           |                     | Modifica les dades a Wikidata |
|        | Casa Nova del Riu  | Sanaüja  | masia        | Estat: ruïnós | 41° 51′ 16″ N, 1° 16′ 49″ E / 41.8545500636791°N,1.2802484923822°E 408 msnm  |           |                     | Modifica les dades a Wikidata |
|        | Casa Xoriguera     | Sanaüja  | masia        |               | 41° 52′ 06″ N, 1° 18′ 02″ E / 41.8683627888984°N,1.30060307567039°E 400 msnm |           |                     | Modifica les dades a Wikidata |
|        | Mas Pinyol         | Sanaüja  | masia        |               | 41° 51′ 29″ N, 1° 16′ 21″ E / 41.8581159740711°N,1.27240645825806°E 407 msnm |           |                     | Modifica les dades a Wikidata |
|        | Mas Piquer         | Sanaüja  | masia        |               | 41° 50′ 10″ N, 1° 18′ 26″ E / 41.8360896252613°N,1.30710564343652°E 424 msnm |           | Mas Piquer          | Modifica les dades a Wikidata |
|        | Mas d'Auró         | Sanaüja  | masia        | Estat: ruïnós | 41° 50′ 01″ N, 1° 18′ 46″ E / 41.8335681999695°N,1.31263953866188°E 406 msnm |           | Mas d'Auró          | Modifica les dades a Wikidata |
|        | Mas de la Baixa    | Sanaüja  | masia        |               | 41° 52′ 51″ N, 1° 19′ 57″ E / 41.8807463509533°N,1.33252518723462°E 540 msnm |           |                     | Modifica les dades a Wikidata |
|        | Masia Cardona      | Sanaüja  | masia        | Estat: ruïnós | 41° 53′ 10″ N, 1° 18′ 59″ E / 41.8860322239847°N,1.31641791725164°E 525 msnm |           |                     | Modifica les dades a Wikidata |
|        | Masia Negra        | Sanaüja  | masia        |               | 41° 53′ 07″ N, 1° 17′ 39″ E / 41.8852728690814°N,1.29426122741367°E 506 msnm |           |                     | Modifica les dades a Wikidata |
|        | Masia del Munt     | Sanaüja  | masia        |               | 41° 52′ 34″ N, 1° 19′ 50″ E / 41.8759906992739°N,1.330648412858°E 598 msnm   |           |                     | Modifica les dades a Wikidata |
|        | Mirambell          | Sanaüja  | masia        |               | 41° 52′ 06″ N, 1° 16′ 46″ E / 41.868421387561°N,1.2793957708311°E 448 msnm   |           |                     | Modifica les dades a Wikidata |
|        | Torre Combelles    | Sanaüja  | masia        |               | 41° 51′ 50″ N, 1° 19′ 04″ E / 41.8640028383131°N,1.31767083368403°E 427 msnm |           | Torre Combelles     | Modifica les dades a Wikidata |
|        | els Camats         | Sanaüja  | masia        |               | 41° 50′ 56″ N, 1° 17′ 22″ E / 41.848849°N,1.28947°E 418 msnm                 |           | Els Camats          | Modifica les dades a Wikidata |
|        | els Garrons        | Sanaüja  | masia        | Estat: ruïnós | 41° 53′ 23″ N, 1° 18′ 34″ E / 41.889767089246°N,1.30948556562032°E 483 msnm  |           |                     | Modifica les dades a Wikidata |
|        | les Torres del Riu | Sanaüja  | masia        |               | 41° 50′ 45″ N, 1° 17′ 48″ E / 41.8458701518443°N,1.29671782459021°E 398 msnm |           | Les Torres del Riu  | Modifica les dades a Wikidata |

## molí d'aigua
| imatge | Nom             | Ubicat a | instància de | Detalls                                  | coordenades                                                                                         | Protecció                                  | Commons (més fotos) | Dades a WD                    |
| ------ | --------------- | -------- | ------------ | ---------------------------------------- | --------------------------------------------------------------------------------------------------- | ------------------------------------------ | ------------------- | ----------------------------- |
|        | Molí de Sanaüja | Sanaüja  | molí d'aigua | Estil: arquitectura popular 19th century | 41° 52′ 38″ N, 1° 18′ 46″ E / 41.8773°N,1.31279°E ca:Camí de la Font del Ferro 398 msnm             | bé integrant del patrimoni cultural català | Molí de Sanaüja     | Modifica les dades a Wikidata |
|        | Molí del Cava   | Sanaüja  | molí d'aigua | Estil: arquitectura popular 19th century | 41° 50′ 10″ N, 1° 18′ 40″ E / 41.836°N,1.31113°E ca:A Puig-arner, a la dreta del Llobregós 400 msnm | bé integrant del patrimoni cultural català | Molí del Cava       | Modifica les dades a Wikidata |

## muntanya
| imatge | Nom                     | Ubicat a                    | instància de | Detalls | coordenades                                                       | Protecció | Commons (més fotos)     | Dades a WD                    |
| ------ | ----------------------- | --------------------------- | ------------ | ------- | ----------------------------------------------------------------- | --------- | ----------------------- | ----------------------------- |
|        | Cantaperdiu             | Sanaüja                     | muntanya     |         | 41° 52′ 29″ N, 1° 19′ 06″ E / 41.874588°N,1.31843°E 526 msnm      |           | Cantaperdiu             | Modifica les dades a Wikidata |
|        | Rocabandera             | Sanaüja                     | muntanya     |         | 41° 52′ 40″ N, 1° 18′ 05″ E / 41.877725°N,1.30141167°E 541 msnm   |           | Rocabandera             | Modifica les dades a Wikidata |
|        | Tossal Gros             | Sanaüja Biosca              | muntanya     |         | 41° 51′ 10″ N, 1° 20′ 13″ E / 41.8528°N,1.33695°E 560 msnm        |           |                         | Modifica les dades a Wikidata |
|        | Tossal Julià            | Sanaüja                     | muntanya     |         | 41° 52′ 06″ N, 1° 18′ 33″ E / 41.86819556°N,1.30925278°E 420 msnm |           |                         | Modifica les dades a Wikidata |
|        | Tossal del Mas de Nadal | Sanaüja Massoteres          | muntanya     |         | 41° 49′ 32″ N, 1° 19′ 02″ E / 41.825562°N,1.317351°E 526 msnm     |           | Tossal del Mas de Nadal | Modifica les dades a Wikidata |
|        | Turó de Mirambell       | Sanaüja Vilanova de l'Aguda | muntanya     |         | 41° 52′ 01″ N, 1° 16′ 25″ E / 41.86685417°N,1.273575°E 435 msnm   |           |                         | Modifica les dades a Wikidata |

## porta de ciutat
| imatge | Nom                              | Ubicat a | instància de    | Detalls                                  | coordenades                                                                                           | Protecció                                  | Commons (més fotos)              | Dades a WD                    |
| ------ | -------------------------------- | -------- | --------------- | ---------------------------------------- | --- | ------------------------------------------ | -------------------------------- | ----------------------------- |
|        | La Portelleta                    | Sanaüja  | porta de ciutat | Estil: arquitectura popular 13rd century | 41° 52′ 36″ N, 1° 18′ 40″ E / 41.8766°N,1.31103°E ca:Pujada des del c. de l'Aigua al c. Moré 411 msnm | bé integrant del patrimoni cultural català | La Portelleta (Sanaüja)          | Modifica les dades a Wikidata |
|        | Portal de la baixada de Sant Roc | Sanaüja  | porta de ciutat | Estil: arquitectura popular 18th century | 41° 52′ 30″ N, 1° 18′ 38″ E / 41.875°N,1.31049°E ca:Baixada de Sant Roc 400 msnm                      | bé integrant del patrimoni cultural català | Portal de la baixada de Sant Roc | Modifica les dades a Wikidata |
|        | Portal dels Escots               | Sanaüja  | porta de ciutat | Estil: arquitectura popular 15th century | 41° 52′ 35″ N, 1° 18′ 34″ E / 41.8764°N,1.30933°E ca:C. dels Escots 410 msnm                          | bé integrant del patrimoni cultural català | Portal dels Escots               | Modifica les dades a Wikidata |

## serra
| imatge | Nom                 | Ubicat a                    | instància de | Detalls | coordenades                                                       | Protecció | Commons (més fotos) | Dades a WD                    |
| ------ | ------------------- | --------------------------- | ------------ | ------- | ----------------------------------------------------------------- | --------- | ------------------- | ----------------------------- |
|        | Serrat del Balaguer | Vilanova de l'Aguda Sanaüja | serra        |         | 41° 53′ 17″ N, 1° 17′ 16″ E / 41.8881°N,1.28775°E 543 msnm        |           |                     | Modifica les dades a Wikidata |
|        | serra del Tossal    | Biosca Sanaüja              | serra        |         | 41° 53′ 03″ N, 1° 20′ 40″ E / 41.88428111°N,1.34452778°E 639 msnm |           |                     | Modifica les dades a Wikidata |

## Misc
| imatge | Nom                       | Ubicat a | instància de                                   | Detalls                                                              | coordenades                                                                                          | Protecció                                            | Commons (més fotos)                 | Dades a WD                    |
| ------ | ------------------------- | -------- | ---------------------------------------------- | -------------------------------------------------------------------- | --- | ---------------------------------------------------- | ----------------------------------- | ----------------------------- |
|        | Antic Centre              | Sanaüja  | edifici                                        | Estil: arquitectura popular 18th century                             | 41° 52′ 37″ N, 1° 18′ 42″ E / 41.877°N,1.31164°E ca:C. Baixada del Centre, 22 409 msnm               | bé integrant del patrimoni cultural català           | Antic Centre (Sanaüja)              | Modifica les dades a Wikidata |
|        | Balconada de l'Ajuntament | Sanaüja  | balcó                                          | Estil: arquitectura popular 20th century                             | 41° 52′ 33″ N, 1° 18′ 34″ E / 41.8757°N,1.30943°E ca:Pg. de Ronda 405 msnm                           | bé integrant del patrimoni cultural català           | Balconada de l'Ajuntament (Sanaüja) | Modifica les dades a Wikidata |
|        | Castell de Sanaüja        | Sanaüja  | castell                                        | Estil: arquitectura romànica arquitectura barroca 10th century       | 41° 52′ 40″ N, 1° 18′ 37″ E / 41.877858°N,1.310174°E ca:Turó del Castell 492 msnm                    | bé cultural d'interès nacional bé d'interès cultural | Castell de Sanaüja                  | Modifica les dades a Wikidata |
|        | El Campanar               | Sanaüja  | torre                                          | Estil: arquitectura popular 20th century                             | 41° 52′ 34″ N, 1° 18′ 39″ E / 41.876°N,1.31089°E ca:Pl. Major 409 msnm                               | bé integrant del patrimoni cultural català           | El Campanar (Sanaüja)               | Modifica les dades a Wikidata |
|        | Els Porxos de la plaça    | Sanaüja  | porxe                                          | Estil: arquitectura gòtica arquitectura del Renaixement 16th century | 41° 52′ 35″ N, 1° 18′ 39″ E / 41.8763°N,1.31075°E ca:Pl. Major 409 msnm                              | bé integrant del patrimoni cultural català           | Els Porxos de la plaça              | Modifica les dades a Wikidata |
|        | Pont de Sanaüja           | Sanaüja  | pont                                           | Estil: arquitectura gòtica 16th century Travessa: riera de Sanaüja   | 41° 52′ 28″ N, 1° 18′ 35″ E / 41.8744°N,1.3097°E ca:Al sud del nucli urbà, damunt la riera 403 msnm  | bé integrant del patrimoni cultural català           | Pont de Sanaüja                     | Modifica les dades a Wikidata |
|        | Puig-arner                | Sanaüja  | nucli de població                              |                                                                      | 41° 50′ 25″ N, 1° 18′ 44″ E / 41.840186°N,1.312207°E 459 msnm                                        |                                                      | Puig-arner                          | Modifica les dades a Wikidata |
|        | Safaretjos de Sanaüja     | Sanaüja  | safareig                                       | Estil: arquitectura popular 20th century                             | 41° 52′ 28″ N, 1° 18′ 36″ E / 41.8745°N,1.30996°E ca:Sota el pont de Sanaüja 397 msnm                | bé integrant del patrimoni cultural català           | Safaretjos de Sanaüja               | Modifica les dades a Wikidata |
|        | Sanaüja                   | Sanaüja  | entitat singular de població capital municipal | 387 hab                                                              | 41° 52′ 34″ N, 1° 18′ 39″ E / 41.87617955°N,1.3108317°E 409 msnm                                     |                                                      |                                     | Modifica les dades a Wikidata |
|        | ajuntament de Sahaüja     | Sanaüja  | casa consistorial                              |                                                                      | 41° 52′ 33″ N, 1° 18′ 34″ E / 41.8757389°N,1.309515°E                                                |                                                      | Town hall of Sanaüja                | Modifica les dades a Wikidata |
|        | cementiri de Sanaüja      | Sanaüja  | cementiri                                      | Estil: arquitectura popular                                          | 41° 52′ 25″ N, 1° 18′ 33″ E / 41.8736°N,1.30915°E ca:Camí Vell. Al costat del pont medieval 403 msnm | bé integrant del patrimoni cultural català           | Cementiri de Sanaüja                | Modifica les dades a Wikidata |